# Canto llano
El término canto llano designa a la música vocal tradicional de las liturgias cristianas, el cual es oficial del rito romano. Este es por esencia monódico, es decir, consta de una única línea melódica, y generalmente se canta a capella. Se articula mediante un ritmo libre, el cual es esencial según todo tratado antiguo que versa a este respecto. Habitualmente era interpretado en un contexto monástico, donde era enseñado por cantores especializados formados en la Schola Cantorum instituida, según dice la tradición, por San Gregorio, con la constitución de las catedrales y el establecimiento de la profesión de maestro de capilla. En este último va a recaer la enseñanza del canto llano y de este modo va a formularse como parte integral de la liturgia romana común de la Iglesia católica en lugares tan lejanos de Europa como las misiones jesuitas en el Paraguay.

## Historia
El canto es una de las expresiones primordiales de la liturgia, la cual puede ser considerada como un tributo colectivo (asamblea), público y oficial de alabanza ofrecido a Dios por una iglesia, y en el rito romano este canto es el llamado «gregoriano»; en él subyacen sus raíces en la práctica de las sinagogas judías y en la música pagana en los primeros centros de la iglesia (Jerusalén, Antioquía, Alejandría y Constantinopla), aunque no pueden darse por seguros otros que no sean los de los aportes de Jerusalén y Bizancio. En el siglo IV había varias familias distintas de ritos orientales (griegos) y occidentales (latinos), cada uno con su propia liturgia y música. Durante varios siglos existieron coetáneamente estilos diversos de canto llano, debe comprenderse también que un aspecto importante de la liturgia para que funcione como tal es la existencia de una jerarquía. En la misma raíz de la palabra iglesia se observa esta importancia (ecclesia, sinagoga, sinaxis), en esta jerarquía es que aparece por ejemplo, un presidente de la asamblea, ministros e incluso cantores especializados (eventualmente serán la Schola); que va a decantar en el último eslabón que es el asistente, quien posee un rol tanto pasivo como activo en la acción litúrgica.
El canto gregoriano es uno de los repertorios de canto llano y recibe su nombre del papa Gregorio I (590-604), llamado «el Grande», aunque la atribución es dada por una tradición de alrededor de doce siglos, es en el siglo XI que Guillermo de Hirschau llamó «gregoriano» al canto llano. La tradicional relación entre san Gregorio Magno y el desarrollo de esta forma de canto litúrgico parece deberse a una confusión entre la identidad de cierto personaje llamado Gregorio, probablemente el papa Gregorio II, con su famoso predecesor, pero lo que es cierto es que desde el punto de vista cronológico, el gregoriano aparece como una creación de carácter más o menos local, y por sobre todo, como la plasmación de las transmisiones orales, que demuestran más de seis siglos de penetración Oriental en ellas, las cuales van a continuar de forma paralela enriqueciendo y modelando el canto llano.

### Orígenes
Nótese, al trazar una línea tanto de orden temporal como geográfico, que desde el origen del cristianismo en Jerusalén y en la progresiva difusión del Evangelio una correspondencia con el establecimiento de las juderías en las ciudades nuevas del Imperio Romano de Oriente y del Mar Egeo, lo que definitivamente demarca un crisol de tradiciones, naciendo de las sinagogas (recuérdese que los cristianos son en su inicio judíos que se van convirtiendo, los cuales en un principio siguen participando en sus cultos del día sábado) y viajando a través de Bizancio. Esto claramente significa que durante los siglos I al V, en conjunto con la conformación de las comunidades cristianas en los conglomerados de Antioquía, Siria, Edesa, Esmirna, Bizancio, Corinto y Alejandría principalmente, el canto litúrgico cristiano se ve modificado por un sincretismo de orden creciente.
La primera iglesia (y por ende, existencia documentada de la liturgia) en territorio latino, de la cual exista documentación antes del año 150 d. C., es la sede de Lyon, que constituye entonces el único centro de jurisdicción organizada entre los años 125 y 140 d. C. dentro de las Galias, pero al avanzar el siglo II se comienzan a crear otros centros en Italia del Norte, África del Norte, España y otros sectores de las Galias. Uno de los primeros lugares en poseer uno de estos centros de manera amplia es Ravena, la capital de la Italia Bizantina.

### Primer desarrollo y difusión
Hacia fines del siglo IV, y a causa de que aún es la improvisación de la plegaria la «Ley General de la Liturgia», es que aparecen sistemas de ritos que tienen a hacerse regionales, situación que se vuelve crítica con la división entre los imperios romanos de Oriente y Occidente. Es entonces cuando en una primera oleada se producen los ritos egipcios (en Alejandría) y sirios (en Jerusalén y Antioquía, que luego darán lugar a la gran liturgia bizantina); luego los del norte de África, de Milán (rito ambrosiano, generando este el canto ambrosiano), de las Galias (rito galicano), de España (mozárabe y visigodo), el narbonense y el de los países célticos del norte, cuyo origen es afirmado por el papa Inocencio I como romano. Tanto el rito como el canto evolucionan siempre de manera paralela.

### La «Gran Compilación»y unificación litúrgica
Cuando la unificación política y litúrgica de Occidente comenzó bajo el reinado de los carolingios a mediados del siglo VIII (período a menudo referido como renacimiento carolingio), las variantes locales (excepto la milanesa, conocida como ambrosiana) fueron suprimidas progresivamente en favor del rito gregoriano. De los ritos litúrgicos latinos antiguos no romanos solo el ambrosiano sobrevive completamente, y el hispano-mozárabe de forma muy limitada, sin embargo van a seguir funcionando la mayoría en forma paralela en sus mismas localidades a tal extensión que este repertorio se le llama «paragregoriano».

### Resurgimiento en la modernidad
Durante el siglo XIX se produjo un resurgimiento importante del canto llano gracias a los esfuerzos de restaurar la notación correcta y estilo interpretativo de las antiguas colecciones de canto llano, especialmente de los monjes de la abadía de Solesmes, en el norte de Francia. Después del Concilio Vaticano II y la introducción de la nueva forma de la misa y el oficio, el canto llano cayó en desuso en la Iglesia católica de rito romano y su uso se redujo prácticamente a las órdenes monásticas y a las asociaciones eclesiásticas que continuaron celebrando la liturgia en latín (en ocasiones denominado rito tridentino, o «de san Pío V», aunque su última versión fuera aprobada por el beato Juan XXIII poco antes de la apertura del Vaticano II).
El interés en el canto llano resurgió en los años 50 en el Reino Unido, asociado al compositor Gustav Holst. A finales de los 80, el canto llano alcanzó cierta popularidad como música para la relajación, y varias grabaciones, como las de los monjes del Monasterio de Silos (Burgos), se convirtieron en superventas.

### Lenguaje y liturgia
Desde los siglos I al V tanto el latín como el griego comparten el dominio como lingua franca en el Mediterráneo, pero es problemático hablar de una lengua litúrgica por antonomasia en estas épocas lejanas y poco documentadas; sin embargo, puede comprobarse la existencia de células lingüísticas que corresponden a distintos núcleos formados por comunidades cristianas de distinto origen en un mismo lugar. En la misma Roma, ya desde los tiempos de los apóstoles, puede hablarse de una pertenencia al mundo griego o semigriego.
En Roma también llega el proceso de evangelización a prosélitos de otras capas sociales, que no entendían el griego (el cual se formula en aquel entonces como la lengua propia de los Patricios). Por este motivo es que en lugares como Jerusalén y Antioquía, las lecturas hechas en la Asamblea fueron bilingües. Hacía el año 380, el latín va a desplazar definitivamente al griego, cosa que no va a aminorar las migraciones dentro del área latina por parte de los nativos de Oriente, y esto puede percibirse en la influencia ejercida por los sirio-bizantinos (por medio de sus escuelas musicales y teológicas) hasta por lo menos el siglo X, que se traduce en infiltraciones directas en el repertorio Occidental Galicano, Mozárabe y de las Iglesias Romana y Milanesa (tanto en las antífonas como en los cantos procesionales). Por último, una de las citas más ilustrativas a este respecto proviene del mismo San Jerónimo, que escribe en su Ordo litúrgico: «¡Roma es actualmente Jerusalén, Constantinopla!».
Ya hacia el siglo IV precisamente se establecen monjes de origen griego en extremos del imperio tales como Bélgica, Renania y Mosela. Durante la época Merovingia (448 - 751), es que se producen grandes migraciones de estos monjes hacia el Sudoeste (con predominio de los Visigodos), y luego hacia el resto de la Galia.

### Influencia oriental sobre occidente
En el transcurso de los dos primeros siglos, de catorce papas, diez son de origen oriental y entre los años 687 y 752 d. C. va a haber tres papas griegos y cuatro sirios. Por otra parte se sabe de las relaciones que mantiene el imperio de Carlomagno y sus sucesores con los chantres de Bizancio; la presencia de monjes griegos en Nápoles, Montecassino, los llamados San Dionisio de la región de París y Roma y en las abadías que ganan un renombre por cultivar estas formas tanto literarias como musicales y que se conocen como tropo: cítense por ejemplo a San Marcial de Limoges, San Gall, San Emmeran, etc. 
Los actuales libros litúrgicos atestiguan esta influencia tanto en las formas originales como en las adaptaciones de las mismas. Sobre este tema merecen especial mención las extensas investigaciones llevadas a cabo por Gaïsser y dom Pothier, y especialmente de por dom L. Brou y dom M. Huglo. Por otro lado, si se consultan las fuentes originales, Aureliano de Reome, hacia los años 825 - 850, habla de ciertas particularidades extrañas a su época encontradas en el canto romano-bizantino.

## Notación
El canto llano supone la primera notación musical en Occidente después de que durante la Edad Media se perdiera el sistema utilizado en la antigua Grecia. La notación no aparece antes del siglo IX, y solamente dos o tres siglos más tarde se encuentra una representación que tiende a precisar las alturas o tonos. La notación moderna del canto llano se diferencia del sistema de notación general en que utiliza un tetragrama y se utiliza un sistema de símbolos llamados neumas para representar la altura de los sonidos o giros melódicos, sin embargo esta notación recién aparece bastante avanzado el siglo XIV.
Guido d'Arezzo, en el siglo XI, menciona que los códices más antiguos (en este caso los que aparecen durante los siglos IX y X), los signos musicales incluidos en ellos son por sí mismos inutilizables para quienes no saben de memoria el desarrollo melódico y rítmico (modales por supuesto) que se intentó representar, por la simple razón de que no se encuentran pautas en ninguno de ellos. Se observa que los tamin de los rollos sinagogales dan el mismo resultado, y varían enormemente de una comunidad a otra.
Los bizantinos desarrollaron un sistema llamado notación ecfonética que servía para caracterizar la puntuación musical y literaria con ciertas onomatopeyas musicales denominadas enechema, que se consideraban indispensables durante los siglos VIII a IX para la entonación del canto eclesiástico incluso por parte de los entendidos de occidente. Ya a comienzos del siglo XI, la notación de Cosme (la cual se encuentra ligada a la notación de Metz) solo indica algunas fórmulas en medio de frases o, en la mayoría de los casos, en las cadencias, con un único signo estenográfico: el calderón normal o el invertido, el cual es análogo al schalcheleth masorético. Aunque en lugares físicos cercanos y fechas similares, otras escuelas se conforman con no indicar nada.
En esta etapa de la escritura (que pasa a ser una especia de pronunciación visual) va a ser representativa de las distintas fases del estilo oral. Ya que la escritura trata en efecto de mantenerse representativa de la fonética; aunque eventualmente se va a producir una ruptura entre el habla, el canto y por ende, su transcripción. Esto explica el por qué, en el gregoriano más tardío, el cual es pautado, se encuentran un gran número de alteraciones y desconocimiento en mayor o menor medida de los «adornos», de los tiempos que indican los episemas o la desagregación material voluntaria de algunos grupos, transformaciones de los tenores modales, y otros varios.
En un examen del repertorio se reconoce la aparición de ciertos timbres (melodías-tipo, rimas musicales, cadencias), y centones (amalgamas de fórmulas tomadas de varias fuentes). Lo que nuevamente demuestra un procedimiento siempre vivo de «composición oral y memorizada».

## Características
Cada familia de canto llano tiene sus expresiones modales distintivas; en algunos repertorios (gregoriano, antiguo romano, bizantino, eslavo, copto) a los modos se les asignan números o nombres. La teoría modal bizantina oktoechos desarrollada con una disposición simétrica de ocho modos, fue adoptada por el repertorio gregoriano a fines del siglo VIII. Se utilizan cuatro notas finales (Re, Mi, Fa, Sol), con subformas en un rango más alto (modo auténtico) y más bajo (modo plagal) para cada final. Determinados modos se prefieren para ciertas categorías litúrgicas, temporadas litúrgicas o fiestas particulares. En la tradición gregoriana, los tonarios a partir del siglo IX listan las melodías según el modo, imponiendo el sistema modal solamente después de que el repertorio hubo sido fijado.

### Melodía
El repertorio auténtico (dígase, aquel que data de tiempos previos a la «Gran Compilación» de San Gregorio), se fundamenta básicamente en la salmodia, ya sea esta de carácter simple o adornada, es decir, el recitativo tal cual aparece o empleando tan solo su contorno general. Para poder sostener este tipo de recitación se empleó un sistema basado en la consciencia o noción de un tenor salmódico o cuerda recitativa que cimienta un plano (plane) o segundo eje de naturaleza móvil. Esta naturaleza, sin embargo, va a tender a seguir un principio de movimiento rectilíneo, que presenta elevaciones o contracciones de la melodía desde el tenor.
Este tenor salmódico se dibuja al acompañar la cadencia melódica que es delineada por los hexacordos, los cuales son a su vez (y sobre todo en su origen) una extensión del tricordio o tetracordo. Con este proceso de giros en torno a un eje modal es que se manifestará el estado de la modulación, lo que puede ser comparado en la teoría musical moderna, con la manera en que el acento musical destaca y demarca las formas rítmicas.
En el año 762 d. C. San Crodegango quien fuera Obispo de Metz, recomienda a sus cantores «no salmodiar en tono agudo, corriendo, en desorden, sino llanamente», y es que pide una uniformidad, la cual es un aspecto del aequitas (o aequalitas), sobre la cual se encuentran muchas referencias en los tratados teóricos escritos durante los siglos IX y X. Estos teóricos se inscriben entonces en una tradición que por lo menos data del siglo IV, la misma época en la que el obispo Nicetas de Remesiana asevera que; «El que no puede igualarse (aequalitas) con los demás hará mejor si se calla o salmodia en voz baja, en lugar de cubrir la asamblea con sus chillidos».
Lo que aquí ilustra Nicetas es una concepción de aequalitas que va más allá de una somera entonación que no debe sobresalir del conjunto de asistentes, sino que además implica la igualación de un tempo dado; debe comprenderse que este tempo o «ritmo libre» va a influir fuertemente en lo que André Comte-Sponville llama concepto de temporalidad, el cual a veces puede dar la sensación de freno del avance temporal cronológico mecánico.
Además de esta salmodia, en la cual, como ha sido visto, el movimiento melódico no varía en demasía, excepto en los llamados «tonos solemnes» donde es más pausado, la práctica tradicional admitía una dualidad donde convivía esta uniformidad antes mencionada con una articulación que sí podía variar en mayor o menor medida a lo largo de las secciones del canto, o por ejemplo, en toda una repetición. Esto podía significar muchas veces que los valores temporales fueran duplicados o reducidos a la mitad, esto de forma más o menos estricta, a pesar de que tanto en la «Scolia enchiriadis» cómo en la Commemoratio Brevis (ambos tratados anónimos del siglo X) se haga la observación de que esto no puede ser «ni más ni menos», ya en el período donde fueron escritos ambos tratados hay un desarrollo que lleva hacia la mensura de la música.
Dentro aun del plano melódico, puede darse que la misma forma de plane antes mencionada va a equivaler al llamado «canto simple», tal como lo menciona L. Delisle al citar un texto encontrado en un rollo de los Muertos, donde se opone el melos plane al canto «pomposo». Siguiendo esto, es que en el siglo XI Ulrico de Cluny hace la observación de que en su misma abadía, en el día de Pascua, se cantaba el Splendor aeternae gloriae con una melodía que se consideró más solemne que la de otros himnos de la misma festividad. Estos últimos «a tal punto son plane et in directum que se les creería destinados a un día de feria».
Aquí el término in directum puede indicar, tal como se denomina a una salmodia dentro del contexto del Oficio, un quasi-recto-tono, y vendría a excluir por medio de comparación con una melodía organizada, toda marcación métrica de este canto.
Del mismo siglo XI ha quedado el testimonio de Odón (de San Mauro de Fossés), quien nomina a toda tesitura grave, que en este contexto hace referencia al tono plagal, como cantus planus o humilis, y a toda tesitura elevada, que hace referencia a los modos o tonos auténticos, cómo cantus acutus o elevatus. El famoso tratadista Guido d'Arezzo confirma esta nominación, y su comentador, conocido como Anónimo de Viena, intenta explicarlo de la siguiente manera: «Plani? Es decir, que no sube ni desciende demasiado por encima o por debajo de la Finalis», lo que lleva a la conclusión de que todos se refieren a los llamados nodos y vientres del recitado.

### Transmisión
La transmisión de las obras se trataba no del texto leído, sino de la palabra escuchada, de sonidos (según Jousse): es decir, de una copia oral. En el siglo IV, San Basilio asegura que una parte de la doctrina e incluso fórmulas litúrgicas, han sido transmitidas de este modo paralelamente a la tradición escrita: «Es un arte que se enseña en las escuelas» (Séneca).
De esto puede deducirse que el procedimiento de composición se da naturalmente por la práctica de la memorización y va a ser necesariamente tanto anónimo como comunitario (lo que se enmarca dentro del espíritu cristiano original). La fijación de las partes se va a manifestar principalmente en un esquema rítmico y a través de las fórmulas mnemotécnicas que se desarrollan; como ejemplos pueden ser citados clisé y las fórmulas-tipo; que se traducen entonces en repeticiones de una misma frase, de frases completas y formas aún más grandes que se injertan en otras composiciones (ejemplos de la persistencia de estos mecanismos aún hacia finales del Barroco son las cantatas de Johann Sebastian Bach, con textos locales comentando el texto bíblico, como parte unitaria); por último esto decanta en una presentación refrescada que combina todos estos elementos logrando una presentación nueva pero que permanece.

## Clasificación de cantos
A continuación se clasifican los cantos gregorianos en tipos. Otros cantos tradicionales, como el canto ambrosiano o el canto mozárabe, pueden seguir otra clasificación ligeramente distinta.
- Plegaria
- Lectio
- Salmo
- Cántico
- Himno
- Prosa

- Antífona
- Responsorio

- Entrada
- Gradual
- Tracto
- Alleluia
- Secuencia
- Ofertorio
- Comunión